# Municipio de Knife Lake
El municipio de Knife Lake (en inglés: Knife Lake Township) es un municipio ubicado en el condado de Kanabec en el estado estadounidense de Minnesota. En el año 2010 tenía una población de 1156 habitantes y una densidad poblacional de 14,04 personas por km².

## Geografía
El municipio de Knife Lake se encuentra ubicado en las coordenadas 45°56′23″N 93°19′38″O / 45.93972, -93.32722. Según la Oficina del Censo de los Estados Unidos, el municipio tiene una superficie total de 82.34 km², de la cual 78,65 km² corresponden a tierra firme y (4,48 %) 3,69 km² es agua.

## Demografía
Según el censo de 2010, había 1156 personas residiendo en el municipio de Knife Lake. La densidad de población era de 14,04 hab./km². De los 1156 habitantes, el municipio de Knife Lake estaba compuesto por el 98,1 % blancos, el 0,35 % eran afroamericanos, el 0,17 % eran amerindios, el 0,69 % eran asiáticos y el 0,69 % eran de una mezcla de razas. Del total de la población el 0,52 % eran hispanos o latinos de cualquier raza.